# TripleS Acid Angel from Asia
Acid Angel from Asia (hangul: 애시드 엔젤 프롬 에이시아; skrót: AAA) – pierwsza podgrupa południowokoreańskiego girlsbandu TripleS, składająca się z czterech członkiń: Hyerin, Yooyeon, Nakyoung i Yubin. Podgrupa zadebiutowała 28 października 2022 roku minialbumem Access.

## Historia

### Przed debiutem
Przed dołączeniem do Modhaus wszystkie członkinie podgrupy były już zaangażowanych w przemysł rozrywkowy. Hyerin była aktorką dziecięcą w Kids Planet, jako aktorka, zadebiutowała w serialu internetowym Between Us z 2018 roku. Wystąpiła także w reklamie japońskich podręczników[niewiarygodne źródło?]. Hyerin i Nakyoung były stażystkami w P Nation.
Nakyoung jest młodszą siostrą piosenkarki Bibi, można było ją zobaczyć w finałowym odcinku programu SBS The Fan.
Yooyeon była uczestniczką programu survivalowego MBC, My Teenage Girl. Yooyeon została wyeliminowana w ostatnim odcinku, zajmując 8. miejsce. Yubin była uczestniczką programu kulinarnego I am Chef i znalazła się w finałowej trójce.

### 2022: Ujawnianie członkiń i debiut zAccess
Członkinie były ujawniane co dwa tygodnie od maja do września (w kolejności), Hyerin, Yooyeon, Nakyoung i Yubin, obok innych czterech członkiń. 
16 września ogłoszono, że TripleS rozpocznie przygotowania do pierwszych działań podgrup: Acid Angel from Asia i +(KR)ystal Eyes.
28 października podgrupa zadebiutowała wydając minialbum Access i jego główny singiel „Generation”.

### 2023: Debiut podgrupy Acid Eyes
1 czerwca ogłoszono, że Acid Angel from Asia i +(KR)ystal Eyes wydadzą single album zatytułowany Cherry Gene jako podgrupa o nazwie Acid Eyes.

## Członkinie
| Pseudonim   | Pseudonim | Prawdziwe imię             | Data urodzenia       | Miejsce urodzenia | Narodowość       | Reprezentatywny kolor |
| Latynizacja | Hangul    | Prawdziwe imię             | Data urodzenia       | Miejsce urodzenia | Narodowość       | Reprezentatywny kolor |
| ----------- | --------- | -------------------------- | -------------------- | ----------------- | ---------------- | --------------------- |
| Hyerin      | 헤린      | Jeong Hyerin (kor. 정혜린) | 12 kwietnia 2007     | Daegu             | Korea Południowa |                       |
| Yooyeon     | 유연      | Kim Yooyeon (kor. 김유연)  | 9 lutego 2001        | Seul              | Korea Południowa |                       |
| Nakyoung    | 나경      | Kim Nakyoung (kor. 김나경) | 13 października 2002 | Ulsan             | Korea Południowa |                       |
| Yubin       | 유빈      | Gong Yubin (kor. 공유빈)   | 3 lutego 2005        | Yongin            | Korea Południowa |                       |

## Dyskografia

### Minialbumy
| Rok                                                                                            | Dane dot. utworu | Najwyższa pozycja | Sprzedaż       |
| Rok                                                                                            | Dane dot. utworu | KOR               | Sprzedaż       |
| ---------------------------------------------------------------------------------------------- | --- | ----------------- | -------------- |
| 2022                                                                                           | Access - Wydany: 28 października 2022 - Wytwórnia: Modhaus, Kakao Entertainment - Format: CD, digital download, streaming \| Lista utworów \| \| ---------------------------------------------------------------------------------------------- \| \| 1. „Access” 2. „Generation” 3. „Rolex” 4. „Charla” (철나) 5. „Dimension (AAA ver.)” 6. „+(82)” \| | 9                 | - KOR: 26 063+ |
| Lista utworów                                                                                  | |                   |                |
| 1. „Access” 2. „Generation” 3. „Rolex” 4. „Charla” (철나) 5. „Dimension (AAA ver.)” 6. „+(82)” | |                   |                |

### Single
| Rok  | Tytuł        | Najwyższa pozycja | Najwyższa pozycja | Album  |
| Rok  | Tytuł        | KOR               | NZ Hot            | Album  |
| ---- | ------------ | ----------------- | ----------------- | ------ |
| 2022 | „Generation” | 194               | 34                | Access |